# Me (mitológia)
A me (ékírással: 𒈨; akkád: paršu) a sumer mitológiában szereplő hatalmas titokzatos erők, amelyek a világot, a földet és az eget irányítják. Megtestesülhetnek tárgyakban, cselekvésekben, fogalmakban, miközben megőrzik láthatatlan tulajdonságaikat. Megtestesítik a papi és királyi funkciókat, hatalmi jelvényeket, a művészeteket és mesterségeket, a morális intézményeket, a szexuális fogalmakat. Eredetüket talán a totemizmusban kell keresni.
Eredetileg az Eriduban székelő Enki őrizte és osztotta szét őket a világnak – Enki hatalmát és szerepét az Enki és a világrend eposz mutatja be –, a városoknak és templomoknak, de lánya, Innin egy lakomán ellopta azokat apjától (Innin és Enki eposz), és vitte saját városába, Urukba. A történet gyökrei talán az i. e. 6. évezredig, az Ubaid-korig is visszanyúlhatnak, amelynek elején – az ún. Eridu-korban – Eridu jelentős kor volt. Később az Uruk-korban – amelynek valószínűleg a végén vándoroltak be a sumerek Sumer területére – Uruk lett a legjelentősebb település.
A me erők minden isten tartozékai, mágikus ruhák és díszek hordozzák őket. Amikor Innin lemegy az alvilágba (Innin alvilágjárása), és mind a hét kapunál leveti egy-egy ruhadarabját, akkor a végére védtelen marad, elveszítve isteni erejét, és Ereskigal megölheti őt.

## Sorstáblák
Az akkád mitológiában a me erőkkel rokon, de nem teljesen azonos képzet volt a sorstábláké. Ezeket ott először Tiamat, majd Kingu, végül Marduk volt a birtokosa. A sorstáblák megszabták a világ folyását és eseményeit, az egyének sorsát, azaz simtuját. Mítosz szól arról is, hogy Enliltől a sorstáblákat az Anzú madár lopja el, és Ninurta (Ninhurszag) szerzi vissza.

## A me erők listája
Töredékes táblákon fennmaradt a me erők több, mint százelemű listája, de a táblák állapota miatt csak mintegy hatvanat sikerült rekonstruálni, amelyek az eredeti sorrendet megtartva:
1. En-ség
2. Istenség
3. A szent és örök korona
4. A királyság trónusa
5. A szent jogar
6. A királyi jelvények
7. A szent sír
8. Pásztorság
9. Királyság
10. Tartós „asszony”-ság (termékenység?)
11. „Isteni hölgy” (papi hivatal)
12. Isib (papi hivatal)
13. Lumah (papi hivatal) – „fenséges ember”
14. Guda (papi hivatal)
15. Igazság
16. Az alvilágba való lemenetel
17. Az alvilágból való feljövetel
18. Kurgarra (egy eunuch)
19. Girbadara (egy eunuch)
20. Szagurszag (egy eunuch)
21. A csatazászló
22. Az áradás
23. Fegyverek (?)
24. Szexuális érintkezés
25. Prostitúció
26. Törvény (?)
27. Rágalmazás (?)
28. Művészet
29. A szentély
30. Szent prostitúció
31. Guszlim (hangszer)
32. Zene
33. Öregség
34. Hősiesség
35. Hatalom
36. Gyűlölködés
37. Becsületesség
38. A városok lerombolása
39. Siránkozás
40. A szív megörvendeztetése
41. Hazugság
42. Fémművesség
43. Írnokság
44. Kovácsmesterség
45. Bőrművesség
46. Építőmesterség
47. Kosárművesség
48. Bölcsesség
49. Figyelmesség
50. Szent megtisztulás
51. Aggodalom
52. Rettegés
53. Harc
54. Béke
55. Fáradtság
56. Győzelem
57. Tanács
58. A nyugtalan szív
59. Ítélőképesség
60. Elhatározás
61. Lilisz (hangszer]
62. Ub (hangszer)
63. Meszi (hangszer)
64. Ala (hangszer)

## Fordítás
- Ez a szócikk részben vagy egészben  a   Me (mythology) című angol Wikipédia-szócikk fordításán alapul.  Az eredeti cikk szerkesztőit annak laptörténete sorolja fel. Ez a jelzés csupán a megfogalmazás eredetét és a szerzői jogokat jelzi, nem szolgál a cikkben szereplő információk forrásmegjelöléseként.